# Pływanie na Letnich Igrzyskach Olimpijskich 1928 – 400 m stylem dowolnym kobiet
Wyścig na 400 metrów stylem dowolnym kobiet był jedną z konkurencji pływackich rozgrywanych podczas IX Letnich Igrzysk Olimpijskich w Amsterdamie. Wystartowało 20 zawodniczek z dziesięciu reprezentacji.
Aktualna mistrzyni olimpijska, Amerykanka Martha Norelius, od czasu zwycięstwa w Paryżu stale podnosiła formę i do Amsterdamu przyjechała jako główna faworytka. Swoją reputację podniosła ustanawiając nowy rekord świata już w eliminacjach. Jej główną rywalkę upatrywano w młodej, szesnastoletniej, reprezentantce gospodarzy, Marie Braun, która jako jedyna oprócz Amerykanki zeszła w eliminacjach poniżej granicy sześciu minut. W półfinale to właśnie Holenderka okazała się lepsza, lesz w finale wygrało doświadczenie. Norelius zdobyła złoto ustanawiając nowy rekord olimpijski, zaś Braun została wicemistrzynią olimpijską.

## Rekordy
| Rekord świata     | Martha Norelius (USA) | 5:49,6 | Nowy Jork (USA) | 30 czerwca 1928 |
| Rekord olimpijski | Martha Norelius (USA) | 6:02,2 | Paryż (FRA)     | 15 lipca 1924   |

## Wyniki

### Eliminacje
Dwie najszybsze zawodniczki z każdego wyścigu i najszybsza z trzeciego miejsca awansowały do półfinału.
Wyścig 1
| Miejsce | Zawodniczka           | Czas   | Uwagi |
| ------- | --------------------- | ------ | ----- |
| 1       | Martha Norelius       | 5:45,4 | Q     |
| 2       | Sarah Stewart         | 6:12,2 | Q     |
| 3       | Geertruida Baumeister | 6:26,4 |       |
| 4       | Marguerite Ledoux     | b. d.  |       |
| 5       | Marie Bedford         | b. d.  |       |
| 6       | Doris Schönemann      | 6:37,0 |       |

Wyścig 2
| Miejsce | Zawodniczka       | Czas   | Uwagi |
| ------- | ----------------- | ------ | ----- |
| 1       | Ethel McGary      | 6:04,6 | Q     |
| 2       | Iris Tanner       | 6:11,0 | Q     |
| 3       | Edna Davey        | 6:12,0 |       |
| 4       | Charlotte Lehmann | 6:28,0 |       |
| 5       | Rhoda Rennie      | b. d.  |       |
| 6       | Georgina Roty     | b. d.  |       |

Wyścig 3
| Miejsce | Zawodniczka     | Czas   | Uwagi |
| ------- | --------------- | ------ | ----- |
| 1       | Josephine McKim | 6:10,0 | Q     |
| 2       | Nora Miller     | 6:18,8 | Q     |
| 3       | Friederike Löwy | 6:20,0 |       |
| 4       | Disa Lindberg   | b. d.  |       |

Wyścig 4
| Miejsce | Zawodniczka          | Czas   | Uwagi |
| ------- | -------------------- | ------ | ----- |
| 1       | Marie Braun          | 5:53,8 | Q     |
| 2       | Freddie van der Goes | 6:03,6 | Q     |
| 3       | Edith Mayne          | 1:18,8 | q     |
| 4       | Irene Erkens         | 1:18,8 |       |

### Półfinały
Trzy najszybsze zawodniczki z każdego półfinału awansowały do finału.
Półfinał 1
| Miejsce | Zawodniczka          | Czas   | Uwagi |
| ------- | -------------------- | ------ | ----- |
| 1       | Martha Norelius      | 5:58,0 | Q     |
| 2       | Freddie van der Goes | 6:01,6 | Q     |
| 3       | Sarah Stewart        | 6:06,4 | Q     |
| 4       | Ethel McGary         | b. d.  |       |
| 5       | Nora Miller          | b. d.  |       |

Półfinał 2
| Miejsce | Zawodniczka     | Czas   | Uwagi |
| ------- | --------------- | ------ | ----- |
| 1       | Marie Braun     | 5:54,6 | Q     |
| 2       | Josephine McKim | 5:55,0 | Q     |
| 3       | Iris Tanner     | 6:09,0 | Q     |
| 4       | Edith Mayne     | b. d.  |       |

### Finał
| Miejsce | Zawodniczka          | Czas   |
| ------- | -------------------- | ------ |
| 1       | Martha Norelius      | 5:42,8 |
| 2       | Marie Braun          | 5:57,8 |
| 3       | Josephine McKim      | 6:00,2 |
| 4       | Sarah Stewart        | 6:07,0 |
| 5       | Freddie van der Goes | 6:07,2 |
| 6       | Iris Tanner          | 6:11,6 |